# Calma Segura
Calma Segura Amaro (Madrid, 6 de febrero de 2008) es una actriz española. Se hizo conocida por su participación como Carlota en la tetralogía de películas de Santiago Segura, Padre no hay más que uno. Su primera aparición en el cine fue en Torrente 5: Operación Eurovegas.

## Biografía
Nació en Carabanchel, un barrio de Madrid. Es la hija mayor del cineasta Santiago Segura y de la maquilladora María Amaro. Empezó en el cine en 2014, en la quinta entrega de Torrente y posteriormente interpretaría a Carlota en la tetralogía de películas también dirigida por Santiago Segura, Padre no hay más que uno. Tiene una hermana menor, Sirena Segura, que también participa como su hermana menor en la misma tetralogía.

## Filmografía
| Año  | Título                                              | Personaje             | Director        |
| ---- | --------------------------------------------------- | --------------------- | --------------- |
| 2014 | Torrente 5: Operación Eurovegas                     | Niña tejedora         | Santiago Segura |
| 2019 | Padre no hay más que uno                            | Carlota García Loyola | Santiago Segura |
| 2020 | Padre no hay más que uno 2: La llegada de la suegra | Carlota García Loyola | Santiago Segura |
| 2022 | Padre no hay más que uno 3                          | Carlota García Loyola | Santiago Segura |
| 2024 | Padre no hay más que uno 4                          | Carlota García Loyola | Santiago Segura |
| 2025 | Padre no hay más que uno 5: Nido repleto            | Carlota García Loyola | Santiago Segura |